# Tafea F.C.
Tafea Football Club ist ein Fußballverein aus Port Vila, Vanuatu.
Tafea F.C. gewann insgesamt 16 Meisterschaften seit dem Start der vanuatuischen Port Vila Football League (Amicale FC war der erste Verein, der die Serie brechen konnte). Mit 15 aufeinanderfolgenden Meisterschaftstiteln hält Tafea F.C. den Weltrekord an gewonnenen Meisterschaften hintereinander. Das Team erreichte das Finale des OFC Champions Cup 2001, in dem es gegen die australischen Wollongong Wolves mit 1:0 verlor.

## Erfolge
- PVFA Premier League: 16

1994, 1995, 1996, 1997, 1998, 1999, 2000, 2001, 2002, 2003, 2004, 2005, 2006, 2007, 2008/09, 2018/19
- VFF National Super League: 2

2013, 2014
- VFF Bred Cup: 2

2005, 2009

### OFC-Turniere
- OFC Champions League: zwei Teilnahmen

2008: 2. Platz in Gruppe B
2010: 3. Platz in Gruppe B
- Oceania Club Championship (fünf Teilnahmen)

1987: Halbfinale Vanuatu (trat als Tafea F.C. an)
1999: 2. Platz in Gruppe C
2001: 2. Platz
2005: 3. Platz
2006: 3. Platz in Gruppe B